# 龙山镇 (涡阳县)
龙山镇，是中华人民共和国安徽省亳州市涡阳县下辖的一个乡镇级行政单位。

## 行政区划
龙山镇下辖以下地区：
龙南社区、龙北社区、南三里村、东山村、东大王村、段营村、大何村、南大王村、大蒿村、小高村、张杨李村、十里邹村、大孔村、赵庄村、罗楼村、薛长营村、武楼村、董相村、西山村和大高村。